# Lech am Arlberg
Lech es un municipio ubicado junto al río del mismo nombre en el distrito Bludenz en el estado federal austríaco Vorarlberg. Lech am Arlberg es un lugar de deportes de invierno (esquí, snowbard, etc.) internacionalmente conocido. 

## Geografía
Lech está a 1.444 m de altitud en el estado más occidental de Austria, en Vorarlberg. El 14,1% de la superficie es boscosa, el 58% de la superficie está dentro de la sección de los Alpes. Geográfica e históricamente Lech pertenece a Tannberg, sin embargo desde el punto de vista turístico el municipio está incluido en la región Arlberg.
En Lech se unen los ríos de manantiales Formarinbach (nacimiento cerca del lago Formarinsee) y Spullerbach, que fluye desde el lago Spullersee hacia Lech.  

## Historia
Lech fue fundada en los siglos XIII / XIV por inmigrantes valsers (habitantes del cantón del Valais). Hasta el siglo XIX se llamó Tannberg, después se impuso el nombre Lech derivado de “Tannberg am Lech”. La iglesia parroquial St. Nikolaus, presuntamente construida a principios del siglo XIV, fue hasta el siglo XVI la iglesia parroquial del distrito judicial Tannberg; además el juzgado de Tannberg se hallaba en Lech hasta el año 1806, cuando se produjo su disolución. El pequeño lugar se ha convertido en un municipio próspero en los últimos siglos, al principio gracias a la influencia del turismo de invierno pero también como resultado del incremento del turismo de verano.    
En agosto del 2005 extensas partes de la localidad fueron devastadas por un desastre natural provocado por inundaciones. Los daños, en parte considerables, fueron reparados en su mayoría hasta principios de la temporada de invierno en diciembre del 2005. 

## Política
Representación municipal: La representación municipal se compone de 15 miembros. La elección no se realiza por listas de partidos sino por sistema electoral mayoritario. En la elección para la representación municipal el 10 de abril del 2005 se presentaron por primera vez listas de partidos. En la elección del 2010 se realizó otra vez la elección por sistema electoral mayoritario.
- El alcalde es Ludwig Muxel

## Escudos municipales
El escudo municipal surgió en el año 1968 conforme a un diseño del artista heráldico Konrad Honold, originario de Schruns (el principal pueblo del valle de Montafon en Vorarlberg). Fue concedido el 18 de febrero de 1969 por el gobierno del estado federado de Vorarlberg.
Blasonamiento: “Está dividido mediante un poste plateado en forma de ondas; en primer plano un sol dorado sobre fondo azul, detrás un abeto negro encima de una montaña negra de tres picos sobre fondo rojo.”
El abeto es el símbolo clásico de los municipios de la región de Bregenzerwald y una declaración en favor de esta región.  

## Cultura y monumentos turísticos
- Iglesia parroquial San Nikolaus: La iglesia fue construida aproximadamente en el año 1390 en estilo gótico y en 1987 fue renovada en profundidad. La iglesia, inicialmente románica, todavía es reconocible por diferentes frescos. Los interiores de la iglesia fueron remodelados por completo en el año 1791 inspirándose en el estilo rococó rústico. La torre goza de especial notoriedad gracias a sus 33 metros de altura y a su cúpula en forma de bulbo, única en esa región. En el habitáculo del campanario se hallan seis campanas de bronce. La campana más antigua procede de principios del siglo XV.
- Museo Kästle-Mountain: En diciembre del 2008 se inauguró el museo Kästle-Mountain en la estación de montaña Rüfikopfbahn. La exposición permanente muestra la historia de la marca de esquí  Kästle así como su estrecha vinculación con Lech am Arlberg.
- Museo Huber-Hus: El Huber-Hus, que fue construido en 1590, en principio invita a los visitantes  a descubrir la vida y el trabajo campesino en su planta baja, siendo la cocina el núcleo histórico más antiguo de la casa. Obras expuestas desde el barroco hasta la actualidad proceden de los primeros propietarios, la familia Huber. Tienen un especial valor considerable las numerosas obras expuestas en el “Küferwerkstatt”, que proceden en parte del siglo XVIII. En el sótano de la casa se halla el archivo del municipio de Lech. En la planta superior se encuentran a disposición los cuartos renovados para exposiciones especiales temporales dos veces al año.
- Parque nacional Gipslöcher: Por encima de Lech se encuentra el parque nacional “Gipslöcher”
- Ópera en la nieve: Los festivales de Bregenz se celebran siempre a finales de enero en Lech-Zürs. Pueden verse y oírse.
- Philosophicum Lech es un simposio interdisciplinario. Cada año, esta conferencia analiza un tema actual filosófico a través de presentaciones y debates.
- Medicinicum Lech es un simposio médico que trata de temas vinculados a la salud y la nutrición.
- Festival de música Tanzcafé Arlberg es un evento cultural de música y danza que tiene lugar en Lech / Zürs, en región de Vorarlberg en Austria. El festival se celebra todos los años en primavera durante dos semanas y ofrece conciertos gratuitos al aire libre y actividades de baile durante el período de après-ski.[2]

En la ceremonia de entrega del concurso europeo "Entente Florale", Lech fue galardonado con una medalla de oro y el título "Pueblo más bello de Europa 2004" por el municipio de Lech am Arlberg. La "Entente Florale" es una asociación europea que se ocupa del desarrollo holístico de ciudades y comunidades.

### Deportes Invernales
La zona de esquí de Ski Arlberg a ambos lados de la frontera de Vorarlberg cuenta con más de 350 km de pistas de esquí preparadas y 200 km de pistas de esquí de travesía. Aproximadamente el 63% de las pistas de esquí pueden ser innivadas. Un total de 97 ascensores y teleféricos con una capacidad de transporte de 123.600 personas por hora están en funcionamiento. Lech y Oberlech (zona Arlberg Oeste) tienen 23 remontes y teleféricos, así como 17 pistas de esquí y 18 rutas de esquí.
Desde la temporada de invierno 2013/14, el telesilla Auenfeldjet ha conectado las zonas de esquí vecinas pero separadas de Ski Arlberg West y Snowworld-Warth-Schröcken. En la temporada de invierno de 2016/17, la última discontinuidad de la zona se cerró gracias a la construcción de la red de ferrocarriles de Flexenbahn, entre Stuben y Zürrs. Con 88 remontes y 304 kilómetros de pistas de esquí, la estación de esquí conjunta es hoy en día la zona común de esquí más grande en día de Austria. Los billetes aún se pueden comprar por separados para las respectivas zonas de esquí Snowworld-Warth-Schröcken, Ski Arlberg Este y Oeste, el uso de toda la zona de esquí requiere la compra del Ski Arlberg-Skipass.
La pista Langer Zug (pista número 215) desde Rüfikopf (a través de la pista 181) hasta Lech es una de las diez pistas más empinadas del mundo. En el contexto de las nevadas extremas en Europa Central en enero de 2019, el Lange Zug llegó a los medios de comunicación cuando una víctima de avalancha alemana fue buscada durante días y días. Un grupo de cuatro esquiadores alemanes experimentados había muerto por una avalancha en la pista de esquí cerrada en ese momento y sólo tres personas fueron rescatadas durante la primera operación de búsqueda.

##### La Copa Mundial de Esquí Alpino de la FIS
El área de esquí de Lech-Zürs ha sido escenario de numerosas carreras del Campeonato Mundial de Esquí Alpino de la FIS en el pasado, incluyendo las siguientes:
- enero de 1988: super-G (mujeres), ganadora: Zoe Haas (SUI)
- Noviembre de 1991: 2 carreras de eslalon (mujeres), ganadoras: Vreni Schneider (SUI) y Bianca Fernández Ochoa (SPA)
- enero de 1993: eslalon (hombres), ganador: Thomas Fogdö (SWE)
- Enero de 1993: combinación (hombres), ganador: Marc Girardelli (LUX)
- Diciembre de 1993: super-G (hombres), ganador: Hannes Trinkl (AUT)
- Diciembre de 1994: 2 carreras de eslalon (hombres), ganador: Alberto Tomba (IT)

Después de una pausa de 26 años, las carreras de esquí alpino se celebrarán de nuevo en Lech en noviembre de 2020. Las carreras, que consisten en carreras de esquí paralelas para hombres y mujeres, así como un evento de equipos mixtos, se llevarán a cabo el 14 y 15 de noviembre en el Flexenarena Zürs. 

### Eventos culturales frecuentes
- Der Weisse Ring (El anillo blanco): la carrera de esquí más larga del mundo (según el libro Guinness de los récords) tiene lugar en Lech-Zürs a lo largo de 22 km de pistas y 5500 metros de altitud. El número inicial es de alrededor de 1000 participantes por año.[9]
- Medicinicum Lech: un evento de salud pública que trata problemas de salud y nutrición.[10]
- Arlberg Classic Car Rally: en 2017, por octava vez, 120 autos clásicos de 1908 a 1973 están de gira entre Arlberg y Zugspitze durante tres días como un museo en movimiento. Pasa por la Flexenpassgalerie hasta Stuben y finalmente hasta Wald am Arlberg. La ruta entre Lech y Zürs se abrió en 1897 y se considera como una obra maestra técnica.[11]